# 路易斯維爾 (堪薩斯州)
路易斯維爾（英語：Louisville）是一個位於美國堪薩斯州波特瓦特米縣的城市。

## 地方資料
根據2020年美國人口普查的數據，路易斯維爾的面積為1.29平方千米，當中陸地面積為1.29平方千米，而水域面積為0.00平方千米。當地共有人口131人，而人口密度為每平方千米101.55人。